# Kuhlhausen
Kuhlhausen ist eine Ortschaft und ein Ortsteil der Hansestadt Havelberg im Landkreis Stendal in Sachsen-Anhalt.

## Geographie
Kuhlhausen, ein Rundlingsdorf mit Kirche, liegt etwa 10 Kilometer südöstlich von Havelberg im Landschaftsschutzgebiet „Untere Havel“. Die Havel umfließt das Dorf von Osten nach Norden.
Zur Ortschaft Kuhlhausen gehört der gleichnamige Ortsteil mit den Wohnplätzen Ausbau, Fischerberg und Kiebitzberg.

## Geschichte

### Mittelalter bis Neuzeit
Kuhlhausen ist eine wendische Siedlung wahrscheinlich aus dem 11. Jahrhundert. Der Name leitet sich vom Familiennamen „Kuhlo“ oder „Kuhla“ ab. Die Ortslage ist im Wesentlichen geschlossen, der Form entsprechend handelt es sich bei der Siedlung um einen klassischen Rundling. Der historische Kern des Dorfes (die heutige Ringstraße) ist in seiner Struktur weitgehend erhalten. Durch die nahegelegene Havel wurde der Ort mehrfach überflutet, u. a. 1908, 1945, 1950 und 1955.
Kuhlhausen wurde erstmals 1345 urkundlich erwähnt, ab 1416 ist der Name Kuhlhausen belegt. Der Ort gehörte seinerzeit als Amtsdorf zu Sandau.

### Eingemeindungen
Am 25. Juli 1952 wurde die Gemeinde aus dem Landkreis Jerichow II in den Kreis Havelberg umgegliedert. Nach dessen Auflösung kam sie am 1. Juli 1994 zum Landkreis Stendal.
Am 1. Januar 2005 wurde die Gemeinde Kuhlhausen in die Stadt Havelberg eingemeindet.

### Einwohnerentwicklung
| Jahr | Einwohner |
| ---- | --------- |
| 2011 | [0]179    |
| 2018 | [00]158   |
| 2021 | [0]150    |
| 2022 | [0]148    |

## Wappen

Wappen der ehemaligen Gemeinde

Das Wappen der ehemaligen Gemeinde wurde von dem Magdeburger Kommunalheraldiker Jörg Mantzsch gestaltet.

## Sehenswürdigkeiten
In Kuhlhausen steht eine klassizistische Saalkirche nach dem Vorbild Schinkelscher Idealentwürfe. Sie wurde von 1825 bis 1830 erbaut. Der Vorgängerbau von 1563 musste 1817 wegen Baufälligkeit abgerissen werden. In der Kirche steht eine einmanualige Lütkemüller-Orgel aus dem Jahr 1871. Mehrere Wohnhäuser des Ortes stehen unter Denkmalschutz.

## Verkehr
Es verkehren Linienbusse und Rufbusse von stendalbus.

## Persönlichkeiten
- Siegfried Schneider (* 1946 in Kuhlhausen; † 2016), Politiker, Bürgermeister von Salzwedel